# Prospero (La Tempête)
Pour les articles homonymes, voir Prospero.
Prospero est un personnage de fiction, héros de la pièce de William Shakespeare La Tempête. Prospero est légitimement le duc de Milan, mais son frère Antonio le détrône car il trouvait qu'il lisait trop et qu'il ne dirigeait pas assez. Prospero et sa fille, alors âgée de trois ans, sont envoyés en exil sur une île déserte entre l'Afrique et l'Italie. Magicien contrôlant les esprits et les éléments naturels grâce à ses livres, il règne en maître sur cette île, où il a deux disciples : Ariel (génie de l'air qu'il a libéré de la sorcière Sycorax, et qui est devenu son serviteur) et Caliban (monstre et esclave).
Ce personnage fut façonné par William Shakespeare sur le modèle du savant britannique John Dee (voir étude de Calder).
Prospero, un des satellites naturels d'Uranus, porte son nom.